# غوينم الغوينم
غوينم عبد الله الغوينم مواليد 15 يوليو 1983 في السعودية، هو لاعب كرة قدم سعودي.

## مسيرة اللاعب
لعب في نادي الفيصلي ونادي هجر ونادي الشعلة ونادي الرياض ونادي النجمة.